# Eurillas
Genre
Synonymes
- Andropadus Swainson, 1832[2]
- Stelgidillas Oberholser, 1899[2]

Eurillas est un genre de passereaux de la famille des Pycnonotidae. Il comprend cinq espèces de bulbuls.

## Répartition
Ce genre se trouve à l'état naturel en Afrique de l'Ouest,,,,, centrale,,,, et de l'Est,,,.

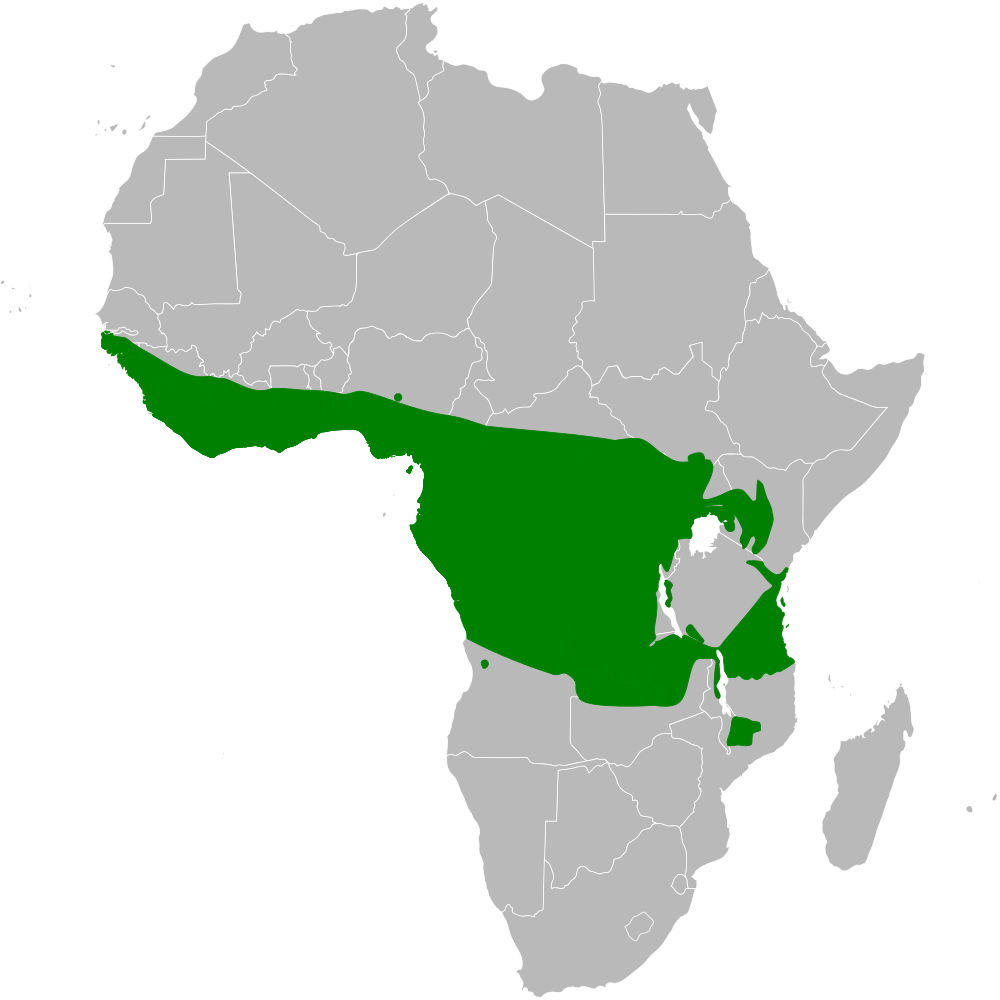
Répartition dEurillas.

## Liste des espèces
Selon la classification de référence du Congrès ornithologique international (version 8.2, 2018) (ordre alphabétique) :
- Eurillas ansorgei (Hartert, 1907) - Bulbul d'Ansorge
  - Eurillas ansorgei ansorgei (Hartert, 1907)
  - Eurillas ansorgei kavirondensis (van Someren, 1920)
- Eurillas curvirostris (Cassin, 1859) - Bulbul curvirostre
  - Eurillas curvirostris curvirostris (Cassin, 1859)
  - Eurillas curvirostris leonina (Bates, 1930)
- Eurillas gracilis (Cabanis, 1880) - Bulbul gracile
  - Eurillas gracilis extrema (Hartert, 1922)
  - Eurillas gracilis gracilis (Cabanis, 1880)
  - Eurillas gracilis ugandae (van Someren, 1915)
- Eurillas latirostris (Strickland, 1844) - Bulbul à moustaches jaunes
  - Eurillas latirostris australis (Moreau, 1941)
  - Eurillas latirostris congener (Reichenow, 1897)
  - Eurillas latirostris latirostris (Strickland, 1844)
- Eurillas virens (Cassin, 1857) - Bulbul verdâtre
  - Eurillas virens amadoni (Dickerman, 1997)
  - Eurillas virens erythroptera (Hartlaub, 1858)
  - Eurillas virens virens (Cassin, 1857)
  - Eurillas virens zanzibarica Pakenham, 1935
  - Eurillas virens zombensis (Shelley, 1894)